# Animetal Lady Marathon II
Animetal Lady Marathon II (アニメタル・レディー・マラソンII Animetaru Redī Marason Tsū?) es el segundo álbum de estudio y la última de Animetal Lady (Animetal con  Mie de Pink Lady como vocalista). Al igual que con Animetal Lady Marathon, el álbum se compone de covers en versión heavy metal de canciones de anime shōjo, canciones de anime infantiles, y otras canciones de anime cantado por mujeres. El álbum cuenta con un invitado, con el exguitarrista de Megadeth, Marty Friedman.

## Listado de canciones
1. "Chinurareta Romance -Instrumental-" (血塗られたロマンス -Instrumental- Chinurareta Romansu -Instrumental-?, "Blood-Smeared Romance")
2. "Time Bokan" (タイムボカン Taimu Bokan?)
3. "Song of Jim Button" (ジムボタンの歌 Jimu Botan no Uta?)
4. "La Seine no Hoshi (ラ・セーヌの星 Ra Sēnu no Hoshi?)
5. "Hatena no Boomerang (？のブーメラン Hatena no Būmeran?, "Question Mark Boomerang", The Three-Eyed One)
6. Song of Dororo (どろろの歌 Dororo no Uta?)
7. "Onbu Obake" (おんぶおばけ?)
8. "Dororon Enma-kun" (ドロロンえん魔くん?)
9. "Song of Jungle Kurobe" (ジャングル黒べえの歌 Janguru Kurobee no Uta?)
10. "Yarozo Ippatsu! Yakkyūdō" (やるぞ一発！野球道?  "I'll Win the Game! Baseball Path", Ippatsu Kanta-kun)
11. "Harris no Kaze" (ハリスの旋風 Harisu no Kaze?)
12. "Kerokko Demetan" (けろっこデメタン?)
13. "Midori no Hidamari" (緑の陽だまり?  "Green Hidamari", Fables of the Green Forest)
14. "Wansaka Wansa-kun" (わんさかワンサくん?  "A Lot of Little Wansa")
15. "Yoake no Michi" (よあけのみち?  "Path of Dawn", Dog of Flanders)
16. "Nagagutsu o Haita Neko" (長靴をはいた猫?  Puss in Boots)
17. "Wakakusa no Charlotte" (若草のシャルロット Wakakusa no Sharurotto?)
18. "Sogen no Shojo Laura" (草原の少女ローラ Sōgen no Shōjo Rōra?)
19. "Paul's Adventure" (ポールの冒険 Pōru no Bōken?)
20. "Mokku of the Oak Tree (樫の木モック Kashi no Ki Mokku?)
21. "Song of Pyun Pyun Maru" (ピュンピュン丸の歌 Pyun Pyun Maru no Uta?)
22. "Anpanman March" (アンパンマンのマーチ Anpanman no Māchi?)
23. "Chinurareta Romance (Reprise)" (血塗られたロマンス (Reprise) Chinurareta Romansu (Reprise)?)

## Créditos
- Mie (未唯?) - voz
- She-Ja (屍忌蛇 Shiija?) - guitarra
- Masaki - bajo

con
- Katsuji - batería
- Koichi Seiyama (盛山 浩一 Seiyama Kōichi?) - Teclado
- Marty Friedman - toca la guitarra en el track 17